# Markus Koljander
Markus Koljander (Valkeakoski, 25 de outubro de 1983) é um futebolista finlandês.